# Meister der Kasseler Musikanten
Der Meister der Kasseler Musikanten (nl. Meester van de Kasselse Muzikanten), auch Meister A war ein zwischen 1600 und 1649 wahrscheinlich in Utrecht tätiger, heute namentlich nicht mehr bekannter niederländischer Maler des so genannten Goldenen Zeitalters.

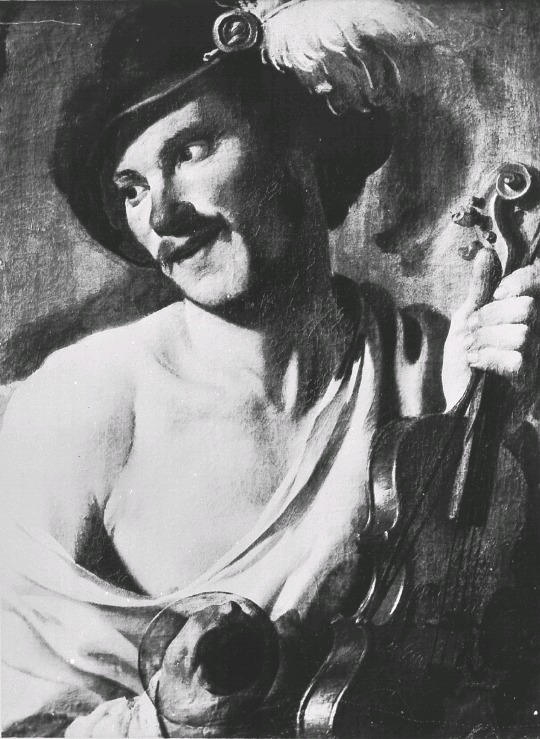
Geigenspieler mit Glas.

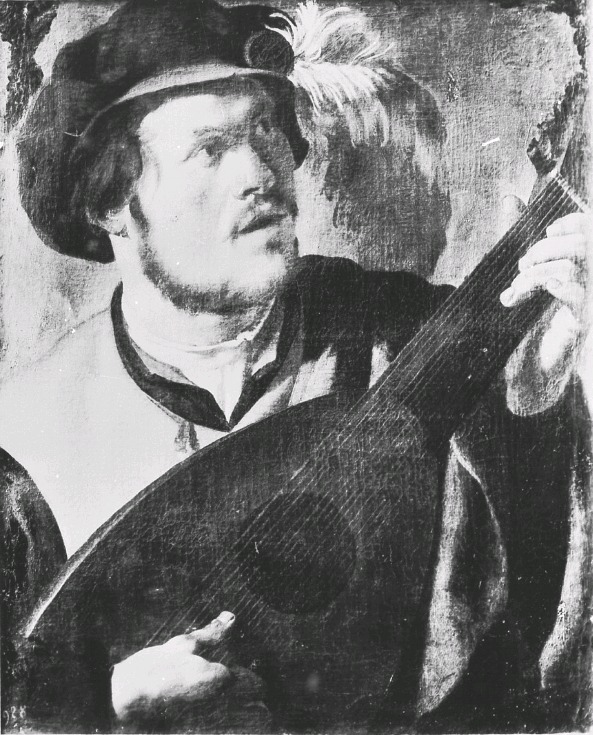
Lautenspieler.

## Leben und Werk
Über die Herkunft und das Leben des Malers ist nichts bekannt. Seinen Notnamen erhielt er nach einer Gruppe von zwei in der Kasseler Gemäldegalerie alter Meister aufbewahrte Halbfigurenbilder mit Musikanten – einem Geigenspieler mit Glas (Inv.-Nr.: GK 177) und einem Lautenspieler (Inv.-Nr.: GK 178) – die beide etwa gegen 1625 gemalt sein dürften.
Nach Ansicht des Kunsthistorikers Benedict Nicolson, der ihn in seiner Monografie über den Maler Hendrick ter Brugghen als Meister A bezeichnet, war er ein Nachfolger eben ter Brugghens. 1965 wies Leonard J. Slatkes nach, dass der namentlich unbekannte Maler aufgrund der Malweise, dem Typus seiner dargestellten Figuren und der Motivwahl dem Maler Dirck van Baburen näher steht. In seiner Baburen-Monografie wies Slatkes dem Maler auch erstmals ein weiteres Bild mit der Darstellung eines Singenden Mannes mit Notenbuch zu, welches sich heute im Rheinischen Landesmuseum in Bonn (Inv.-Nr.: 39.1065) befindet. Im Katalog des Museums von 1982 wird fragweise erwogen, ob die auf dem Notenblatt des Sängers deutlich erkennbaren Initialen IR möglicherweise als Künstlersignatur gedeutet werden können. Diese These muss bis zur Entdeckung neuer Erkenntnisse als spekulativ angesehen werden. Möglicherweise handelt es sich, trotz der abweichenden Maße, bei allen drei Bildern um Teile einer größeren Serie. Im Jahr 2007 veröffentlichte Slatkes, zusammen mit Wayne Franits, ein Werkverzeichnis der Gemälde ter Brugghens, in dem sie es für möglich halten, dass es sich bei dem Bild Jüngling mit Pfeife im Museo Nazionale di San Martino in Napels, (Inv.-Nr.: 84404) um eine weitere Arbeit des Meisters der Kasseler Musikanten handeln könnte.